# Neognophomyia latifascia
Neognophomyia latifascia är en tvåvingeart som först beskrevs av Alexander 1926.  Neognophomyia latifascia ingår i släktet Neognophomyia och familjen småharkrankar.
Artens utbredningsområde är Peru. Inga underarter finns listade i Catalogue of Life.